# Parque Abelardo Sánchez
El parque Abelardo Sánchez es el mayor espacio verde urbano de la ciudad española de Albacete, con 120 000 m² (12 ha), y el tercero más antiguo (tras el parque de los Jardinillos y La Fiesta del Árbol), lo que lo convierte en «El Parque» por antonomasia de la ciudad. Situado en pleno centro de la capital, es el parque urbano más grande de Castilla-La Mancha. Es uno de los lugares más significativos de la urbe manchega.

### Fuentes, estanques y esculturas

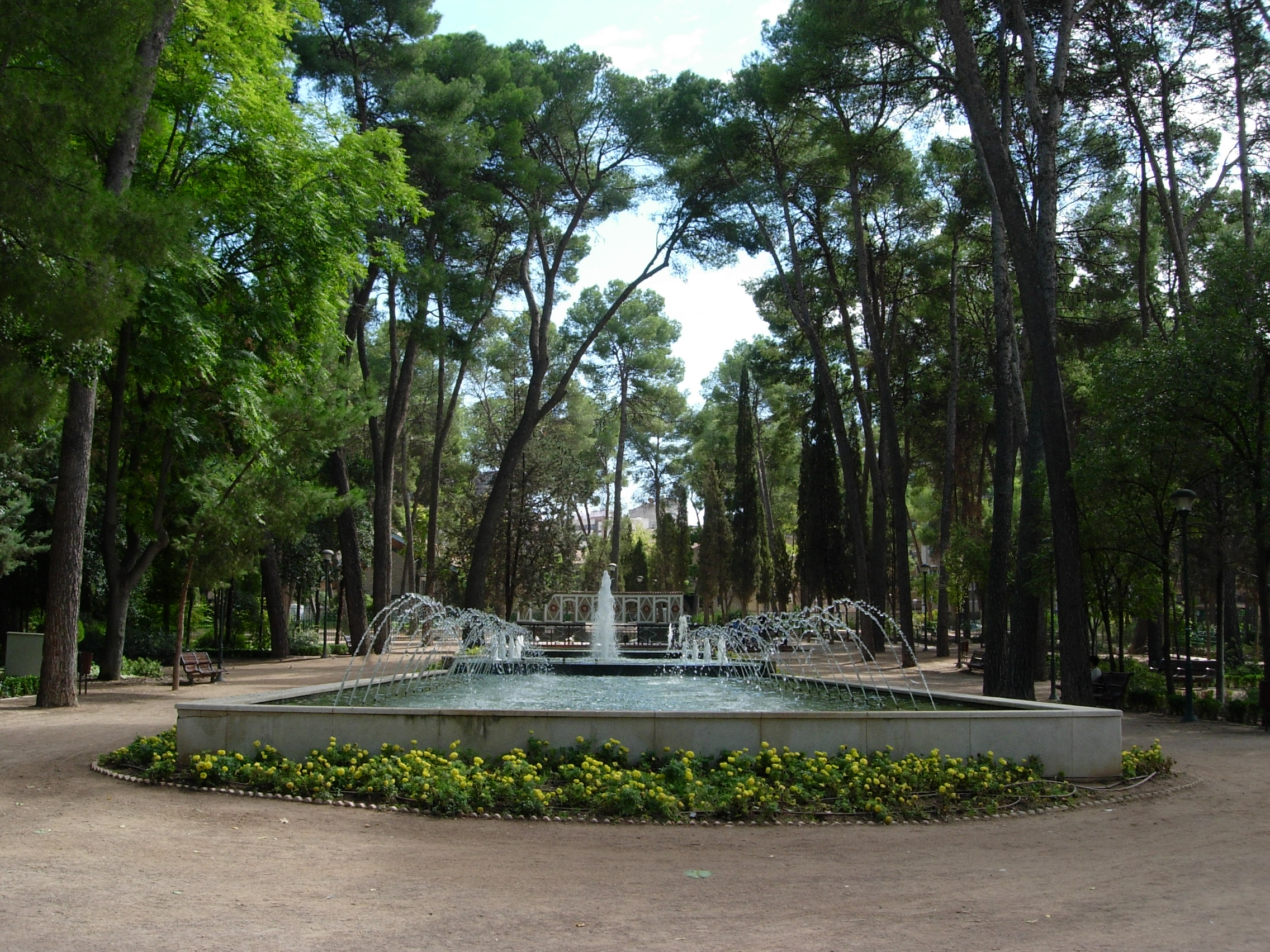
Fuente Larga

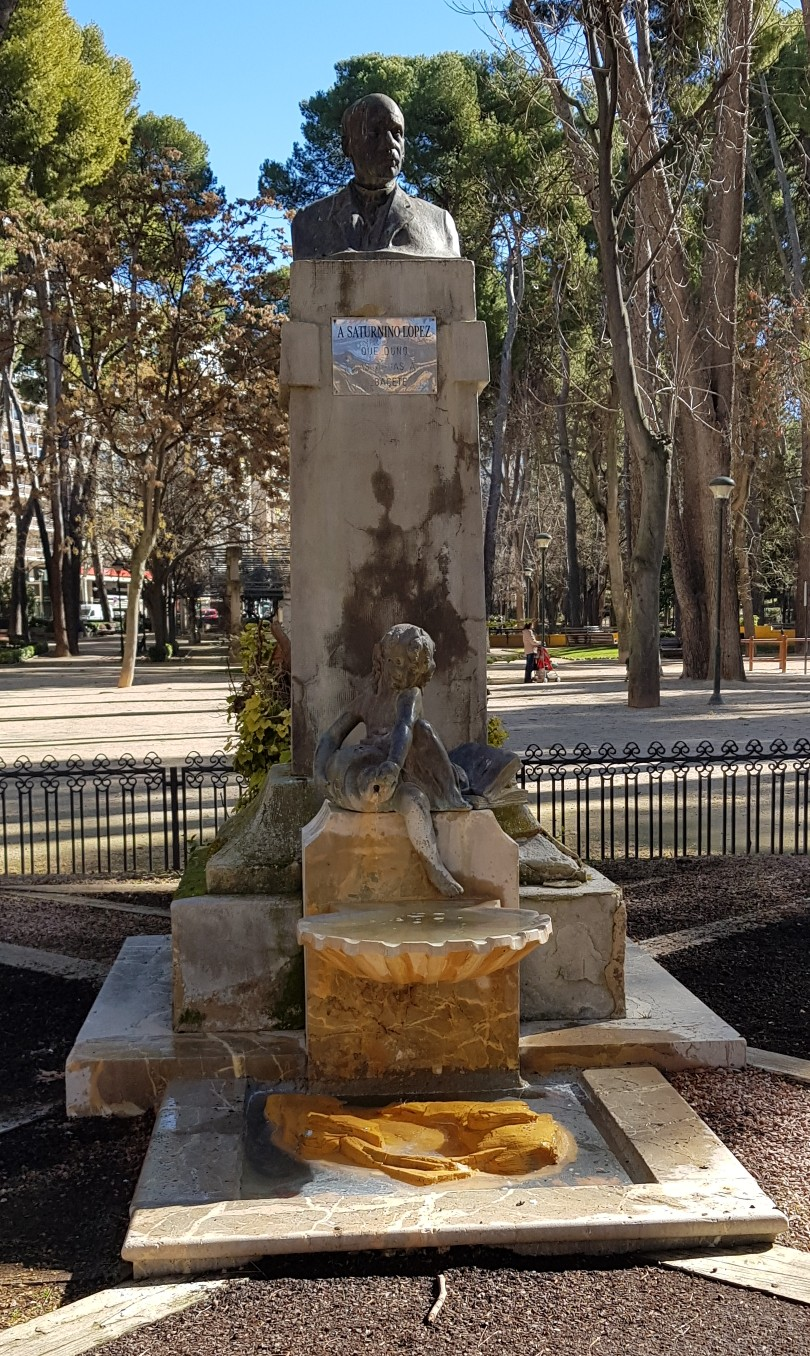
Monumento a Saturnino López

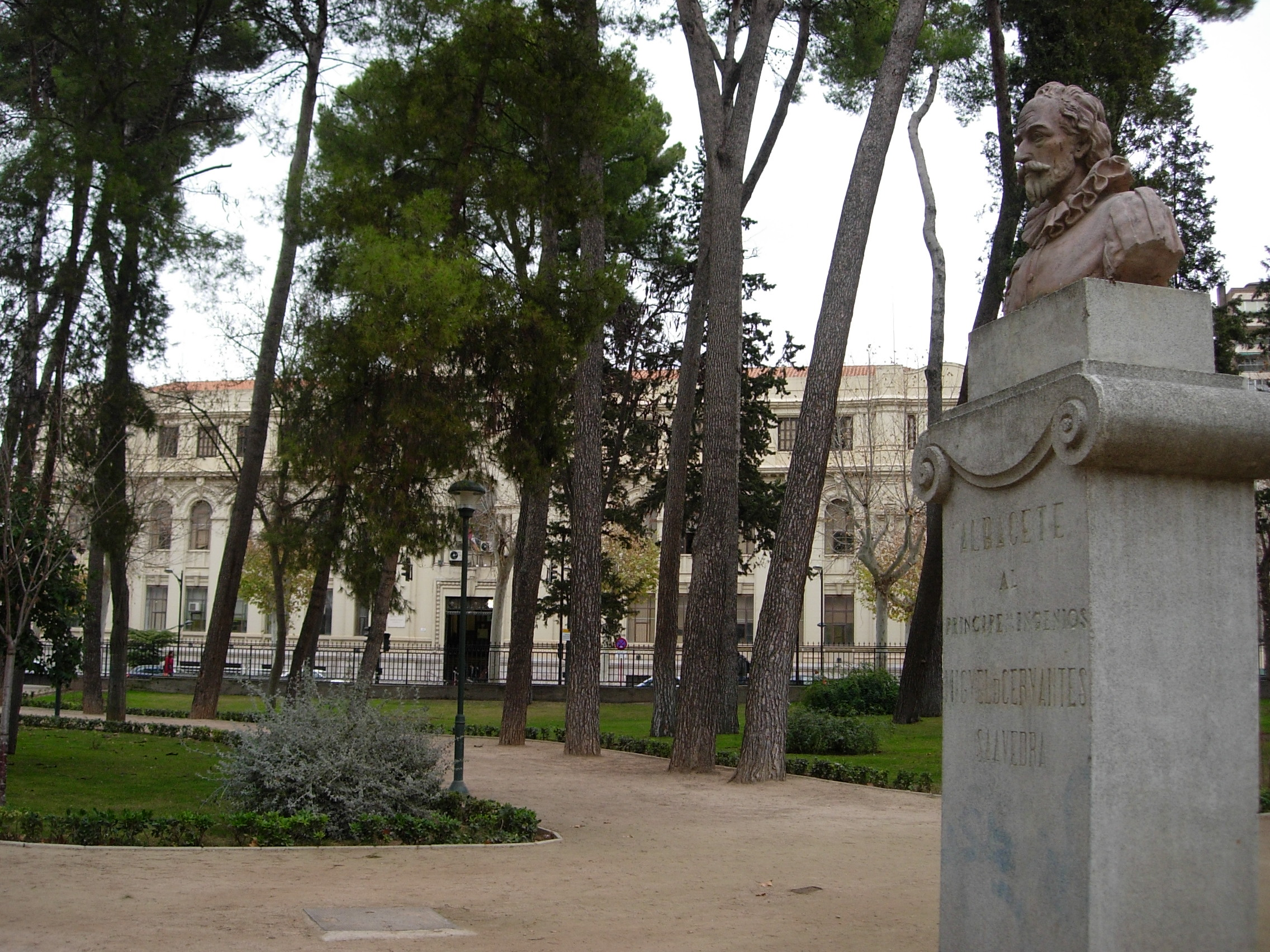
Busto dedicado a Miguel de Cervantes, en el parque Abelardo Sánchez, con el Instituto Bachiller Sabuco de fondo

### Museo de Albacete

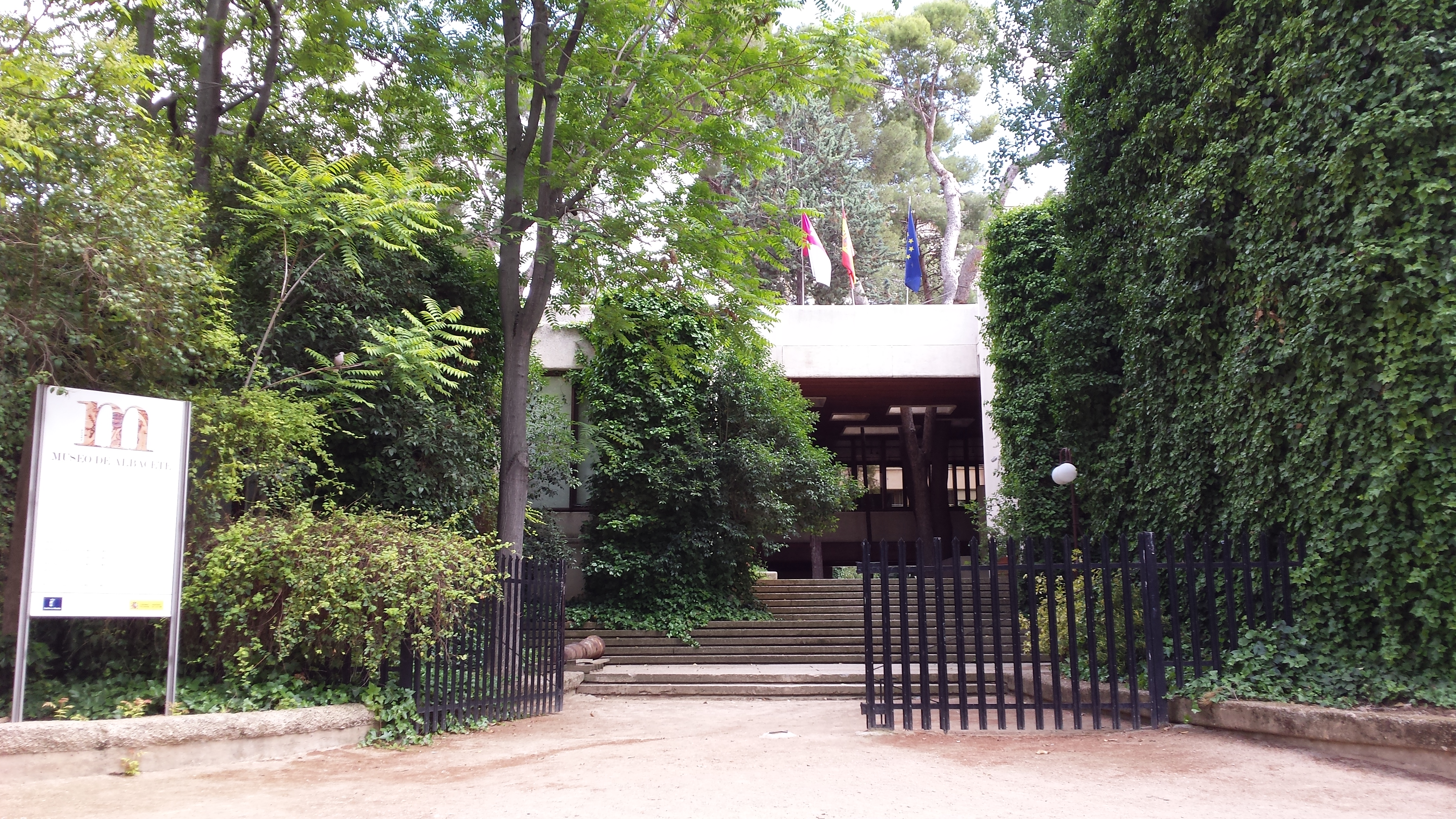
Entrada al Museo Arqueológico de Albacete

## Entorno

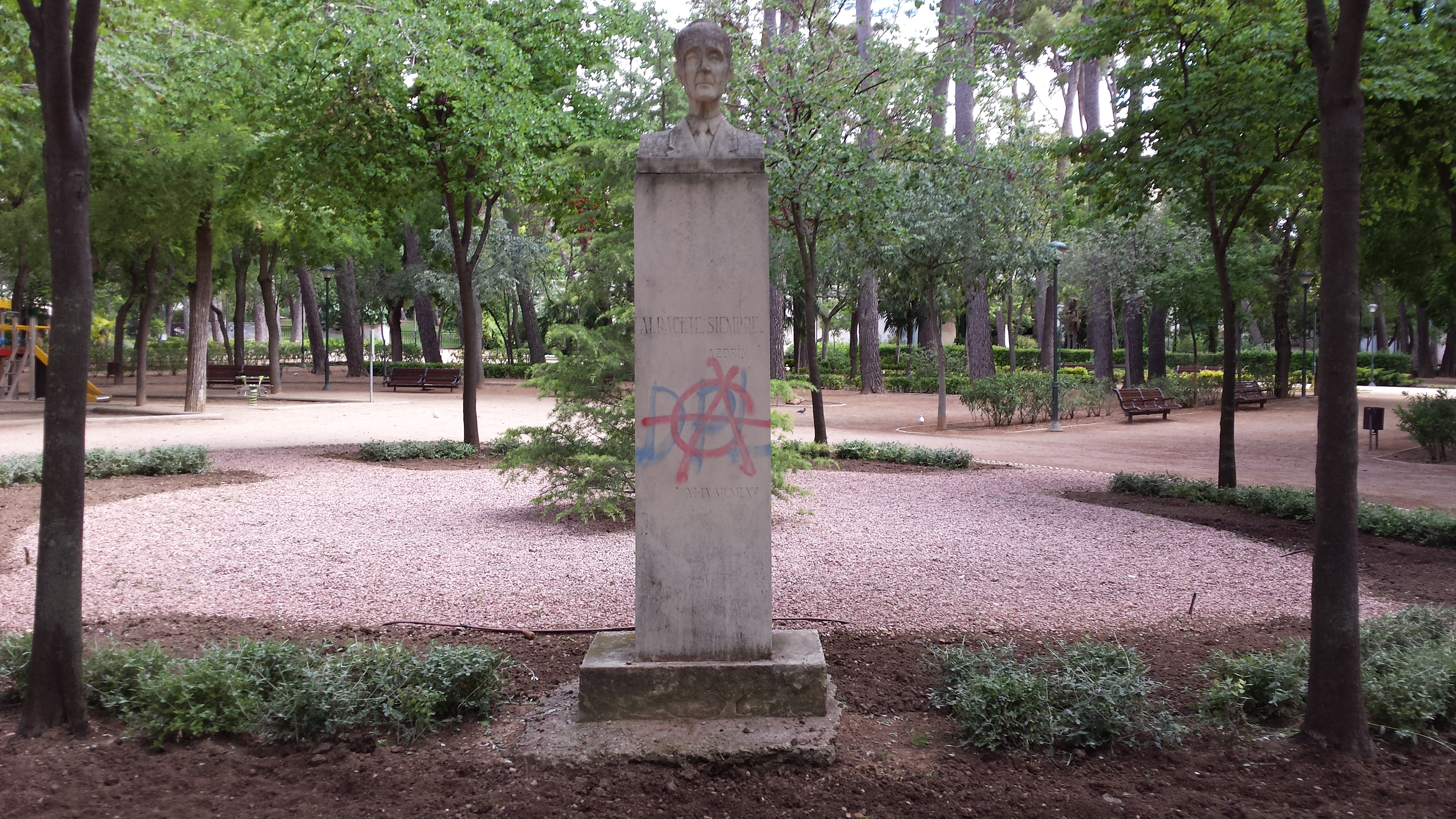
Busto dedicado a Azorín

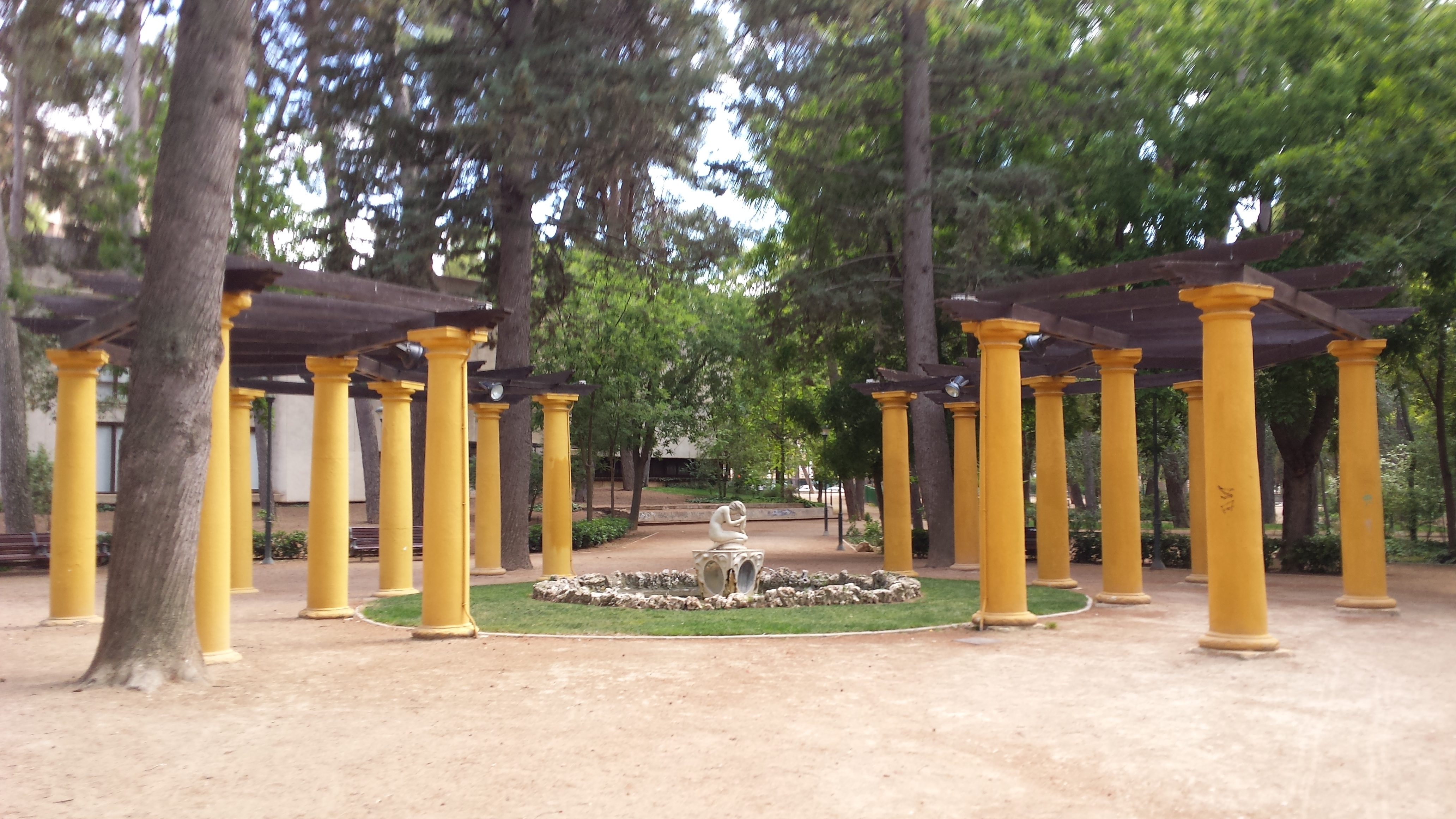
Fuente del Espejo

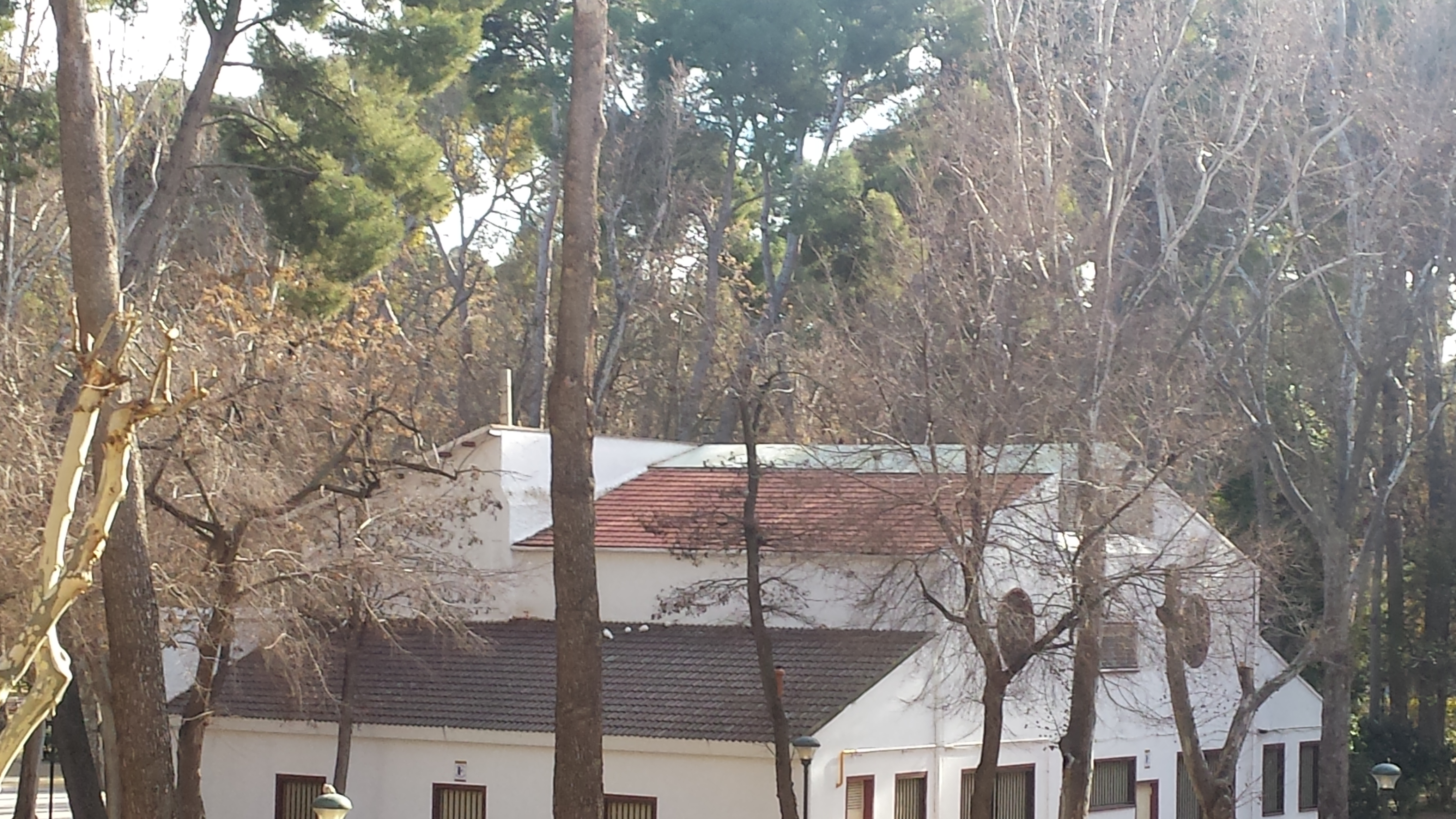
Chalet Buenos Aires

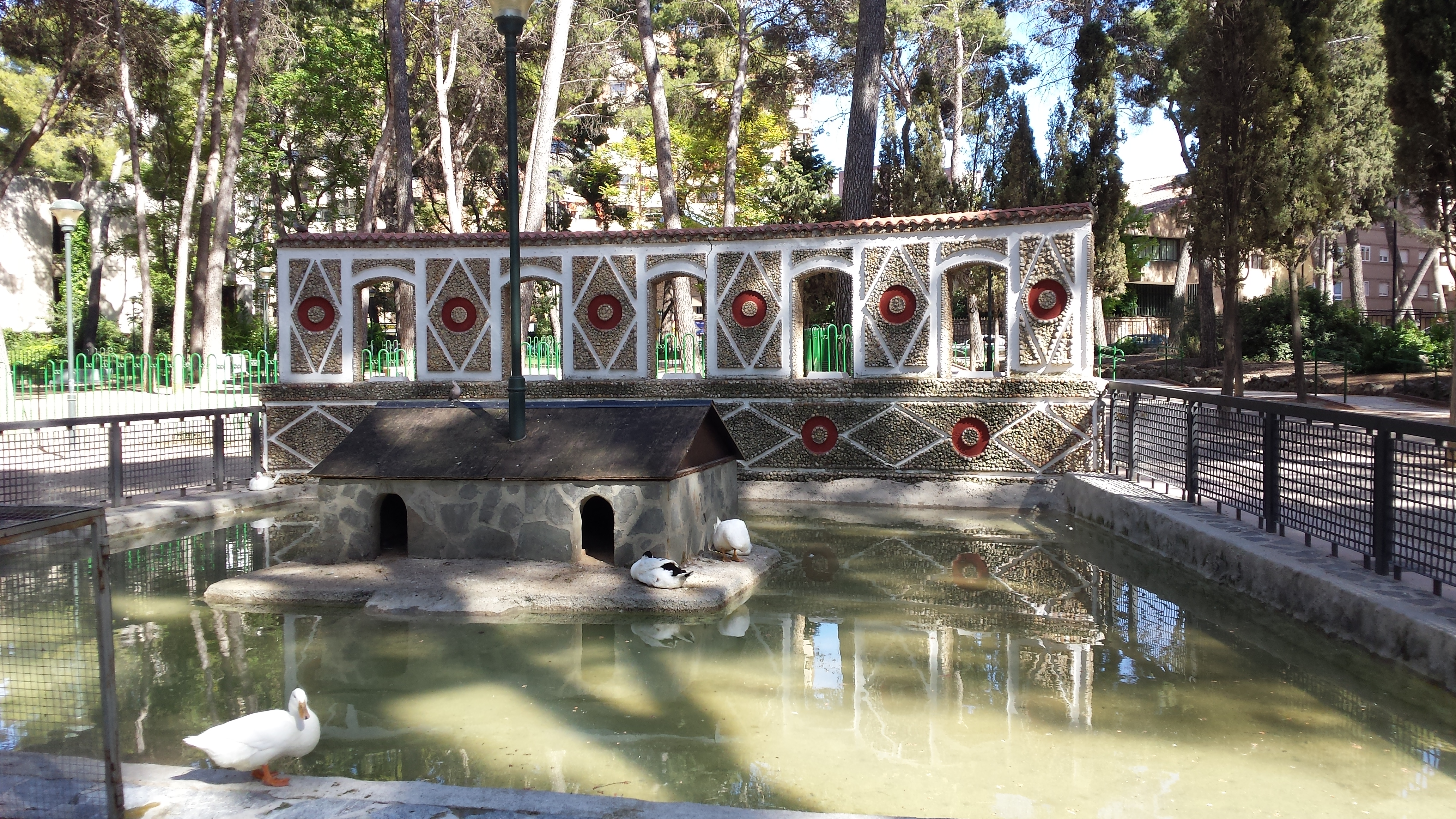
Estanque de los patos

## Historia
Durante la sesión plenaria del Ayuntamiento de Albacete del 23 de agosto de 1910 se decidió la construcción de un gran parque al sur de la ciudad, y cuyas obras de construcción comenzarían el 23 de febrero del año siguiente. Las obras de construcción implicaron la plantación de 12 000 pinos y 400 árboles más de distintas especies, con un coste total de 31 788,68 pesetas de la época. El alcalde en ese tiempo era Abelardo Sánchez. En un primer momento recibió el nombre de parque de Canalejas en homenaje a José Canalejas, presidente del Gobierno español, asesinado por un anarquista en 1912.
Durante el franquismo pasó a llamarse parque de los Mártires hasta que con la llegada de la democracia se le bautizó con su actual nombre «parque Abelardo Sánchez» en honor al alcalde que promovió su construcción.
Entre 1968 y 1978 fue construido el Museo de Albacete sobre el antiguo estanque de los Cisnes.
El 17 de noviembre de 2002 el parque Abelardo Sánchez fue reinaugurado tras una polémica remodelación que duró once meses (durante los cuales el parque estuvo cerrado) en la que se realizaron numerosas mejoras, pero también se llevó a cabo la tala de 378 pinos. Se plantaron solamente 100 árboles autóctonos de La Mancha en su sustitución. Durante esta remodelación se trasladó también el monumento a los Caídos (de fecha posterior a 1940) al Cementerio de Albacete.

## Ubicación
En la actualidad, el parque Abelardo Sánchez se encuentra totalmente integrado en la ciudad de Albacete, en pleno Centro de la capital, a pesar de que cuando fue construido se hallaba prácticamente separado de la misma. Tiene una forma similar a la de un triángulo rectángulo ensanchado por la hipotenusa. Precisamente, dichos lados serían la avenida de España, la calle Arcángel San Gabriel y el paseo de Pedro Simón Abril; y los vértices, la plaza de Gabriel Lodares, la plaza Benjamín Palencia y la calle de la Estrella.

## Flora y fauna

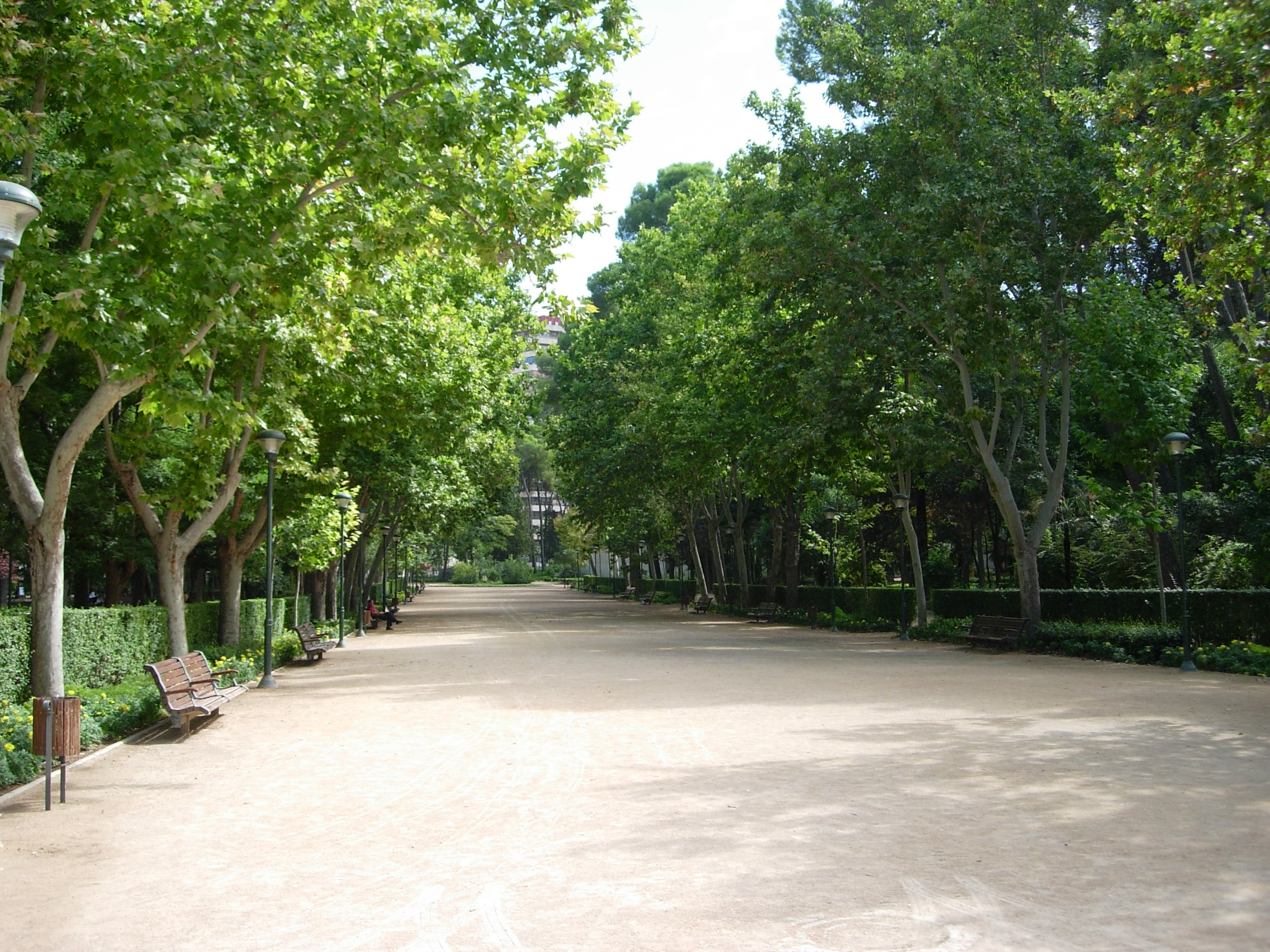
Plátanos del paseo lateral del parque Abelardo Sánchez

El parque Abelardo Sánchez ha sido llamado numerosas veces como «el pulmón de Albacete». Se caracteriza por sus grandes y altos pinos, por los plátanos que bordean los paseos principales y por una amplia variedad de especies que se encuentran en menor número. Hay rosaledas, y como árboles y arbustos singulares, se pueden encontrar el castaño de Indias (Aesculus hippocastanum), el ciruelo de jardín (Prunus cerasifera), el ciprés (Cupressus sempervirens), el ciprés de Arizona (Cupressus arizonica), la higuera (Ficus carica), saúcos (Sambucus nigra) y aligustres (Ligustrum lucidum), entre otras especies. A pesar de todo, escasean carteles que indiquen las especies que crecen en el parque, aunque en los años 2000 se colocaron pequeños carteles que fueron objeto de vandalismo. Algunos sectores recomiendan la plantación de especies autóctonas características de la provincia de Albacete como el pino laricio, la encina, el quejigo, la retama, el arce de Granada y de Montpellier, el pino resinero, la genista... con sus carteles adecuados para la concienciación de los más pequeños sobre su importancia.
En cuanto a la fauna, aparte de palomas, tórtolas, gorriones y torcaces más o menos frecuentes en la mayoría de los parques urbanos, también encontramos agateadores, mirlos, verdecillos, petirrojos y otros muchos pájaros. Se puede consultar el libro Las aves del Parque de Abelardo Sánchez, de África Gómez Gómez, para más información. En este parque se pueden ver ardillas rojas trepando por los árboles y comiendo las abundantes piñas que crecen en los pinos. También encontramos patos en el estanque que está en línea con la fuente larga.
Se han detectado en el parque especies de quirópteros (murciélagos) como Pipistrellus pipistrellus, Pipistrellus kuhlii, Eptesicus isabellinus, Pipistrellus pygmaeus o Nyctalus leisleri.

## Interior
El parque Abelardo Sánchez se articula en torno a dos amplios paseos arbolados, perpendiculares entre sí. El paseo central parte de la plaza de Gabriel Lodares y llega hasta el templete de la música, en paralelo al paseo de Pedro Simón Abril. El paseo lateral parte de la avenida de España, muy cerca de la plaza Benjamín Palencia, y termina en la explanada en la que se cruza con el paseo central, en la cual se sitúa el Colegio Público San Fernando.